# 麻木 (渤泥)
麻木《明太宗实录》中提到的渤泥王遐旺的叔祖，麻木于明朝永乐十五年十月（1417年12月6日）向明朝进贡，永乐十六年三月（1418年4月14日）麻木辞别回文莱。